# قرضاميات
قرضاميات أو الزباباوات بيضاء الأسنان (الاسم العلمي: Crocidurinae)، هي واحدة من ثلاث فُصيلات في فصيلة الزبابات. أعطانها في أفريقيا وجنوب أوروبا وآسيا.